# Variabilità
In statistica, la variabilità di una distribuzione rappresenta gli aspetti di dispersione, cioè il maggiore o minore addensamento delle osservazioni intorno ad una media, e di disuguaglianza, cioè la diversità delle varie osservazioni tra loro; quindi la varianza di un carattere {\displaystyle X}, rilevato su {\displaystyle n} unità statistiche, è l'attitudine di questo a manifestarsi in diversi modi, ossia con diverse modalità.
Quando il carattere è quantitativo, la variabilità può essere misurata usando indici basati sulla distanza delle modalità rispetto ad un indice di posizione (generalmente rispetto alla media aritmetica o alla mediana); gli indici di variabilità più utilizzati sono la varianza, lo scarto quadratico medio o deviazione standard, il coefficiente di variazione.
Se invece il carattere è qualitativo, la variabilità può essere misurata con indici di eterogeneità.
Le proprietà della variabilità sono:
1. non negatività: la misura di variabilità ha sempre segno non negativo {\displaystyle V(X)\geq 0}
2. condizioni di nullità: la misura di variabilità è nulla se e solo se tutti i termini della distribuzione sono uguali tra loro {\displaystyle V(X)=0}
3. monotonicità: {\displaystyle V(X)} assume valori tanto più grandi quanto maggiore è la diversità tra le modalità della distribuzione
4. invarianza per traslazione: {\displaystyle V(X+c)=V(X),\quad c\in \mathbb {R} }
5. non-invarianza per prodotto: {\displaystyle V(c\cdot X)=c^{2}\cdot V(X),\quad c\in \mathbb {R} }

## Esempi
Esempio 1: rileviamo il carattere reddito su 5 unità statistiche; supponiamo che il risultato della rilevazione sia 1.000 euro su ognuna delle 5 unità: in tal caso la variabilità del carattere sarà nulla perché il carattere reddito si è manifestato sempre nello stesso modo (ossia con un'unica modalità: 1.000).
Esempio 2: supponiamo che, nel contesto dell'esempio precedente, il risultato della rilevazione sia 1.000 sulla prima unità, 1.100 sulla seconda, 1.500 sulla terza, 5.000 sulla quarta e 8.500 sulla quinta; in tal caso, la variabilità del carattere risulta maggiore di zero, perché il carattere si è manifestato sulle cinque unità statistiche con diverse modalità.
Esempio 3: supponiamo ora che il risultato della rilevazione sia 800 sulla prima unità, 12.000 sulla seconda, 6.500 sulla terza, 9.000 sulla quarta e 2.500 sulla quinta; in tal caso la variabilità aumenta perché le modalità rilevate, oltre ad essere tutte diverse, risultano essere più "distanti" tra loro.
In generale, la variabilità di un carattere quantitativo è tanto maggiore quanto più numerose sono le modalità con cui esso si manifesta sulle unità statistiche e quanto più le modalità rilevate sono "distanti" tra loro.